# Neil Grayston
Neil Gordon Grayston (New Westminster, 24 de marzo de 1981) es un actor canadiense.

## Biografía
En 2006 ganó un Leo Award a la mejor actor de reparto en una serie dramática por su actuación en el episodio «The Bigger Man» de Godiva's. Neil actualmente interpreta a Douglas Fargo en Eureka, una serie de la cadena Syfy que comenzó a emitirse en 2006.

## Filmografía
| Año       | Título              | Personaje                  | Cadena         | Notas |
| --------- | ------------------- | -------------------------- | -------------- | --- |
| 2001-2002 | Edgemont            | Jordon Rosen               | CBC            | Personaje recurrente en nueve episodios                                                                         |
| 2002      | Jeremiah            | Prisionero Adam            | Showtime       | Cuarto episodio de la primera temporada: «...And the Ground, Sown with Salt»                                    |
| 2002      | Smallville          | Russell Burton             | WB             | Sexto episodio de la segunda temporada: «Redux»                                                                 |
| 2004      | Tan muertos como yo | Ethan                      | Showtime       | Cuarto episodio de la segunda temporada: «The Shallow End»                                                      |
| 2005      | Wonderfalls         | Alec "Mouthbreather"       | Fox            | Personaje recurrente en siete episodios                                                                         |
| 2005-2006 | Godiva's            | Martin                     | Bravo! City tv | |
| 2006-2012 | Eureka              | Douglas Fargo SARAH (voz)  | Syfy           | Reparto principal                                                                                               |
| 2007      | Supernatural        | Aspirante a la fraternidad | The CW         | Decimoquinto episodio de la segunda temporada: «Tall Tales»                                                     |
| 2010-2011 | Almacén 13          | Douglas Fargo              | Syfy           | Quinto episodio de la segunda temporada: «13.1» Sexto episodio de la tercera temporada: «Don't Hate the Player» |